# It Means Nothing
It Means Nothing is een nummer van de Britse alternatieve rockband Stereophonics uit 2007. Het is de eerste single van hun zesde studioalbum Pull the Pin.
"It Means Nothing" gaat over angst voor terrorisme. Frontman Kelly Jones schreef het nummer na de aanslagen in Londen op 7 juli 2005, waarbij 52 mensen om het leven kwamen. De plaat werd een hit in het Verenigd Koninkrijk, waar het de 12e positie bereikte. In Nederland werden geen hitlijsten gehaald, terwijl het in Vlaanderen de 13e positie in de Tipparade bereikte.
Op de B-kant van de single staat onder andere een cover van Helter Skelter van The Beatles.

## Tracklijst
UK CD single
1. "It Means Nothing" – 3:48
2. "Bank Holiday Monday" – 3:14
3. "Helter Skelter" – 4:19
4. "Hangman" (demo) – 2:46

UK 7-inch single 1
A. "It Means Nothing"
B. "Bank Holiday Monday"
UK 7-inch single 2
A. "It Means Nothing" (live)
B. "Bank Holiday Monday" (live)